# Tudela (Cebu)
Pour les articles homonymes, voir Tudela (homonymie).
Tudela est une municipalité de la province de Cebu, au nord-est de l'île de Cebu, aux Philippines, sur l'île de Poro.

## Divers
Elle est entourée de la municipalité de Poro et de la Mer des Camotes.
Elle est administrativement constituée de 11 barangays (quartiers/districts/villages) :
- Buenavista
- Calmante
- Daan Secante
- General
- McArthur
- Northern Poblacion
- Puertobello
- Santander
- Secante Bag-o
- Southern Poblacion
- Villahermosa

Sa population en 2019 est d'environ 13 000 habitants.